# Alpenpokal
L'Alpenpokal (Coppa delle Alpi) fu una competizione calcistica tedesca disputata nel 1941 fra le principali squadre austriache e bavaresi. Cominciata il 27 aprile, terminò il 12 luglio.
Giocata con la formula del girone all'italiana con partite di sola andata, vide la vittoria finale del First Vienna. Curiosamente, le cinque formazioni austriache terminarono ai primi 5 posti della classifica, mentre gli ultimi 5 posti furono occupati dalle formazioni tedesche.
Il Rapid Vienna non giocò in quanto impegnato nella fase finale del campionato tedesco, che poi vinse.

## Squadre partecipanti
- Admira Vienna
- Augusta
- Austria Vienna
- Bayern Monaco
- First Vienna
- Fürth
- Jahn Ratisbona
- Norimberga
- Wacker
- Wiener SC

## Classifica finale
|  |     | Classifica finale | Pt | G | V | N | P | GF | GS |
|  | --- | ----------------- | -- | - | - | - | - | -- | -- |
|  | 1.  | First Vienna      | 10 | 5 | 5 | 0 | 0 | 17 | 2  |
|  | 2.  | Austria Vienna    | 9  | 5 | 4 | 1 | 0 | 18 | 8  |
|  | 3.  | Wiener SC         | 8  | 5 | 3 | 2 | 0 | 11 | 3  |
|  | 4.  | Admira Vienna     | 6  | 5 | 3 | 0 | 2 | 16 | 9  |
|  | 5.  | Wacker            | 5  | 5 | 2 | 1 | 2 | 9  | 8  |
|  | 6.  | Jahn Ratisbona    | 5  | 5 | 2 | 1 | 2 | 8  | 13 |
|  | 7.  | Norimberga        | 3  | 5 | 1 | 1 | 3 | 2  | 9  |
|  | 8.  | Fürth             | 2  | 5 | 1 | 0 | 4 | 6  | 16 |
|  | 9.  | Bayern Monaco     | 1  | 5 | 0 | 1 | 4 | 5  | 12 |
|  | 10. | Augusta           | 1  | 5 | 0 | 1 | 4 | 6  | 19 |
|  |     |                   |    |   |   |   |   |    |    |

## Risultati
|                | Risultati |                | Data           |  |
| -------------- | --------- | -------------- | -------------- |  |
| Wiener SC      | 0 - 0     | Norimberga     | 27 aprile 1941 |  |
| Wacker         | 3 - 0     | Augusta        | 27 aprile 1941 |  |
| Jahn Ratisbona | 2 - 0     | Admira Vienna  | 27 aprile 1941 |  |
| Admira Vienna  | 7 - 2     | Augusta        | 4 maggio 1941  |  |
| Wacker         | 2 - 0     | Fürth          | 4 maggio 1941  |  |
| Austria Vienna | 2 - 2     | Jahn Ratisbona | 4 maggio 1941  |  |
| Wiener SC      | 1 - 1     | Norimberga     | 4 maggio 1941  |  |
| First Vienna   | 3 - 0     | Norimberga     | 11 maggio 1941 |  |
| Fürth          | 4 - 1     | Admira Vienna  | 11 maggio 1941 |  |
| Admira Vienna  | 4 - 1     | Bayern Monaco  | 25 maggio 1941 |  |
| Austria Vienna | 4 - 0     | Fürth          | 25 maggio 1941 |  |
| Jahn Ratisbona | 3 - 1     | Wacker         | 25 maggio 1941 |  |
| Wiener SC      | 1 - 1     | Augusta        | 25 maggio 1941 |  |
| Norimberga     | 4 - 2     | Wacker         | 2 giugno 1941  |  |
| First Vienna   | 7 - 0     | Jahn Ratisbona | 2 giugno 1941  |  |
| Austria Vienna | 6 - 3     | Augusta        | 2 giugno 1941  |  |
| Wiener SC      | 2 - 1     | Bayern Monaco  | 2 giugno 1941  |  |
| First Vienna   | 2 - 0     | Augusta        | 22 giugno 1941 |  |
| Wiener SC      | 3 - 1     | Jahn Ratisbona | 6 luglio 1941  |  |
| Austria Vienna | 4 - 2     | Bayern Monaco  | 6 luglio 1941  |  |
| Bayern Monaco  | 0 - 1     | First Vienna   | 12 luglio 1941 |  |
| Wiener SC      | 5 - 0     | Fürth          | 12 luglio 1941 |  |
| Admira Vienna  | 4 - 0     | Norimberga     | 12 luglio 1941 |  |
| Wacker         | 1 - 1     | Bayern Monaco  | 12 luglio 1941 |  |

## Squadra campione
| Alpenpokal 1941 |
| --------------- |
| First Vienna    |